# مصراع نافذة
مصراع النافذة غطاء نافذة صلب ومستقر يتكون عادةً من إطار من الأعمدة الرأسية والقضبان الأفقية. يمكن وضع تفاريج داخل هذا الإطار أوعوارض أو قماش أو زجاج وأي عنصر آخر تقريبًا يمكن تركيبه داخل الإطار. يمكن استخدام المصاريع لعدة أسباب مثل التحكم في كم ضوء الشمس الداخل للغرفة أو للخصوصية والأمان والحماية من الطقس أو التطفل أو الضرر غير المرغوب فيه أو لتعزيز جماليات المبنى.

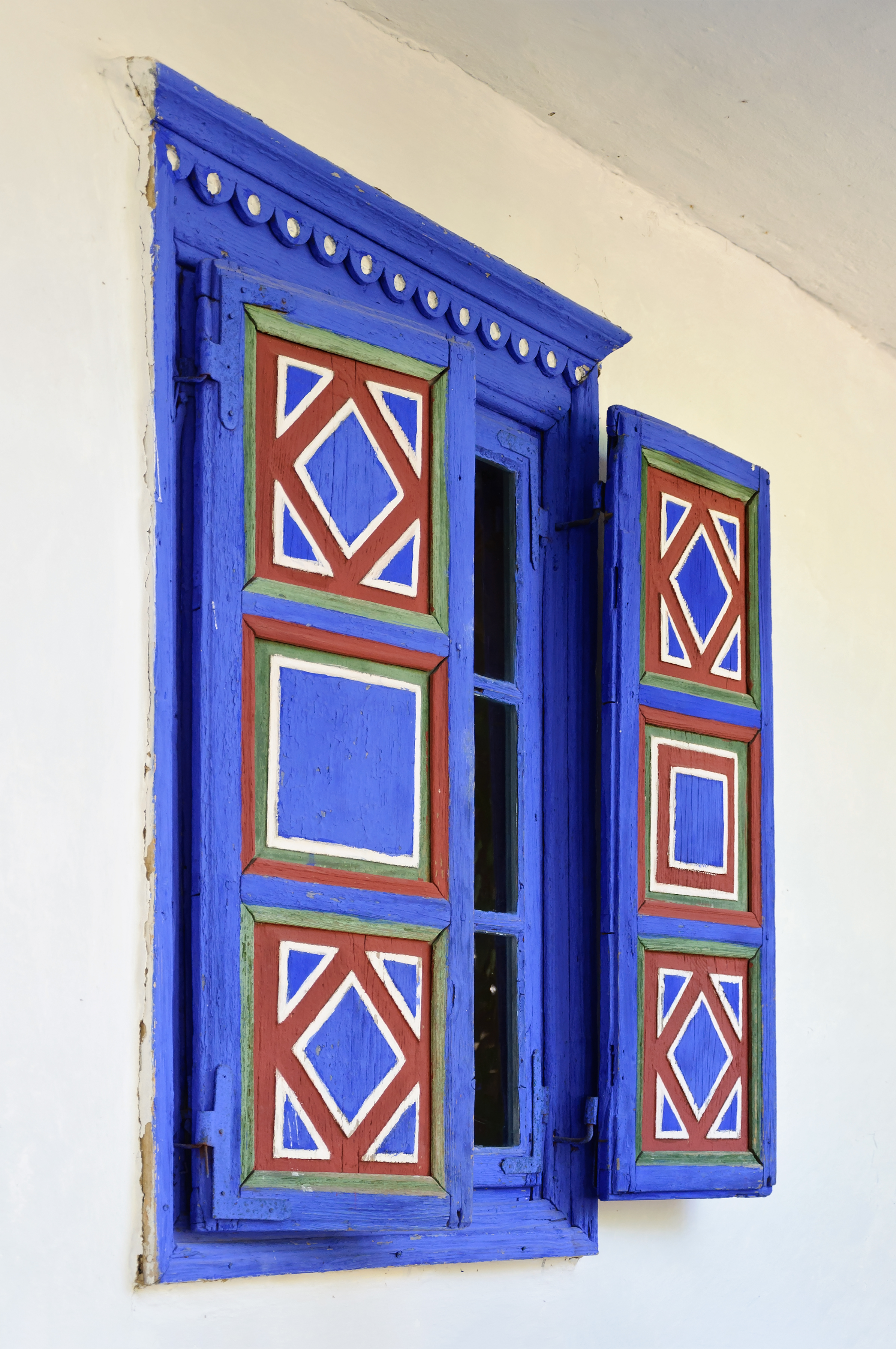
مصاريع ذات ألوان زاهية في رومانيا